# لاسي أبيرج
لاسي أبيرج (بالسويدية: Lasse Åberg)‏ هو مصمم جرافيك وفنان وموسيقي ومقدم تلفزيوني ومخرج وكاتب سيناريو ومخرج وممثل سويدي، ولد في 5 مايو 1940 في هوفوش في السويد. من الجوائز التي نالها جائزة الخنفساء الذهبية سنة 1991 سنة 1981.

## جوائز
- جائزة الخنفساء الذهبية (1991)
- Ingmar Bergman Award [الإنجليزية]‏ (1981)

## وصلات خارجية
- لاسي أبيرج على موقع IMDb (الإنجليزية)
- لاسي أبيرج على موقع روتن توميتوز (الإنجليزية)
- لاسي أبيرج على موقع ألو سيني (الفرنسية)
- لاسي أبيرج على موقع ميوزك برينز (الإنجليزية)
- لاسي أبيرج على موقع أول موفي (الإنجليزية)
- لاسي أبيرج على موقع قاعدة بيانات الأفلام السويدية (السويدية)
- لاسي أبيرج على موقع أول ميوزيك (الإنجليزية)
- لاسي أبيرج على موقع ديسكوغز (الإنجليزية)
- لاسي أبيرج على موقع قاعدة بيانات الفيلم (الإنجليزية)
- لاسي أبيرج على موقع كينوبويسك (الروسية)